# Murray Hall
Murray Hall (Melbourne, 1 d'octubre de 1953) va ser un ciclista australià, que fou professional entre 1978 i 1989. Va combinar el ciclisme en pista amb la carretera.

## Palmarès
- 1979
  - 1r als Sis dies de Launceston (amb David Sanders)
- 1980
  - 1r als Sis dies de Launceston (amb David Sanders)
- 1981
  - 1r al The Examiner Tour of the North
  - Vencedor de 2 etapes al Herald Sun Tour
- 1982
  - Vencedor de 2 etapes al Herald Sun Tour